# NGC 636
NGC 636 este o galaxie eliptică situată în constelația Balena. A fost descoperită în 10 ianuarie 1785 de către William Herschel. De asemenea, a fost observată încă o dată de către John Herschel.